# Basselinia gracilis
Basselinia gracilis là loài thực vật có hoa thuộc họ Arecaceae. Loài này được (Brongn. & Gris) Vieill. mô tả khoa học đầu tiên năm 1873.